# Iljusjin Il-112

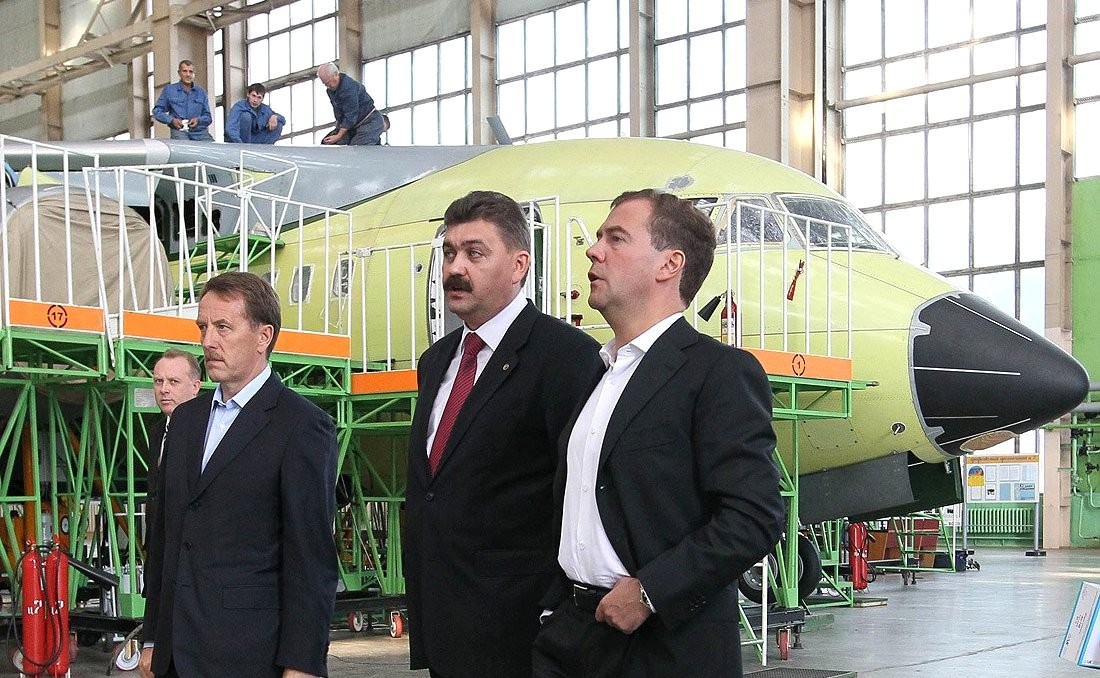
Dmitry Medvedev (till höger) vid produktionshallen på Voronezh Aviation Plant, september 2010

Iljusjin Il-112 är ett tvåmotorigt ryskt turbopropflygplan, som utvecklats av Iljusjins konstruktionsbyrå i första hand för Rysslands flygvapens behov av en flygplanstyp för att ersätta Antonov An-26 och Antonov An-32. 
Flygplanet kräver en landningsbana på 1.200 meter och är avsett att användas också på en icke permanentad start- och landningsbana.
Ilyusjin Il-112 lastar fem ton och tar 50 passagerare, alternativt 26 fullt utrustade soldater inom Rysslands luftanfallsstyrkor.

## Utvecklingsarbetet
Utvecklingsarbetet påbörjades 1994 för att bygga en ersättare till Antonov An-26. Kontrakt för utvecklingen lades i april 2003.   
Projektmedlen tog slut 2010, varefter försvarsministeriet sade upp utvecklingskontraktet och i stället 2011 köpte sju Antonov An-140T från Aviakor i Samara i Ryssland. 
Utvecklingsarbetet återupptogs i augusti 2013 och i november samma år tecknades ett nytt utvecklingskontrakt med försvarsministeriet.
I januari 2018 visades den första prototypen på Voronezh Aircraft Plant i Voronezj.

## Flygkrasch och avbrytande av utveckling
I juli 2021 uppgav försvarsministeriet att den ryska staten planerade att köpa uppemot 200 Il-112 i den militära versionen Il-112V för Rysslands flygvapen, Rysslands nationalgarde, Federala säkerhetstjänsten och Ryska federationens katastrofministerium.
Den dittills enda tillverkade prototypen totalförstördes i en flygolycka den 17 augusti 2021 efter att ha startat från militärflygbasen i Kubinka, 60 kilometer sydväst om Moskva och att den ena motorn tagit eld.
Tillverkningen avbröts av de två ytterligare exemplar, som pågick hösten 2021 för leverans till Rysslands flygvapen. En diskussion fördes 2022 om ett alternativ, nämligen att försörja flygvapnet genom att tillverka en ny variant av den tunga helikoptertypen Mil Mi-26.